# Toutswe-Kultur
Die Toutswe-Kultur in Botswana ist eine vorgeschichtliche Kultur, die mit dem Staat von Toutswe in Verbindung gebracht wird. Sie blühte zwischen 680 und 1300 n. Chr.
Die Keramik der Toutswe-Kultur hat gestempelte und eingeritzte Dekorationen. Die Kultur ist von zahlreichen archäologischen Stätten bekannt. Diese sind in drei Klassen geordnet worden. Es gibt zahlreiche kleine Dörfer. Es gibt mittelgroße Ortschaften, die vor allem durch die zahlreichen Reste von Kuhdung auffallen. Der größte Ort ist Toutswe, der der Kultur den Namen gab.
Nahrungsgrundlage war die Viehzucht. Es wurde auch Hirse angebaut. Eisen war bekannt. Die verschiedenen Größen der Orte deuten eine gewisse soziale Gliederung der Gesellschaft an.